# Société Kisfaludy
La Société Kisfaludy (en hongrois : Kisfaludy Társaság) est un cercle littéraire fondé en 1836 à Pest et dissous en 1952. Elle visait à ses débuts à publier l'ensemble de l'œuvre de Károly Kisfaludy, mort en 1830. Elle tient un rôle important dans le développement de la vie littéraire hongroise.

## Membres fondateurs

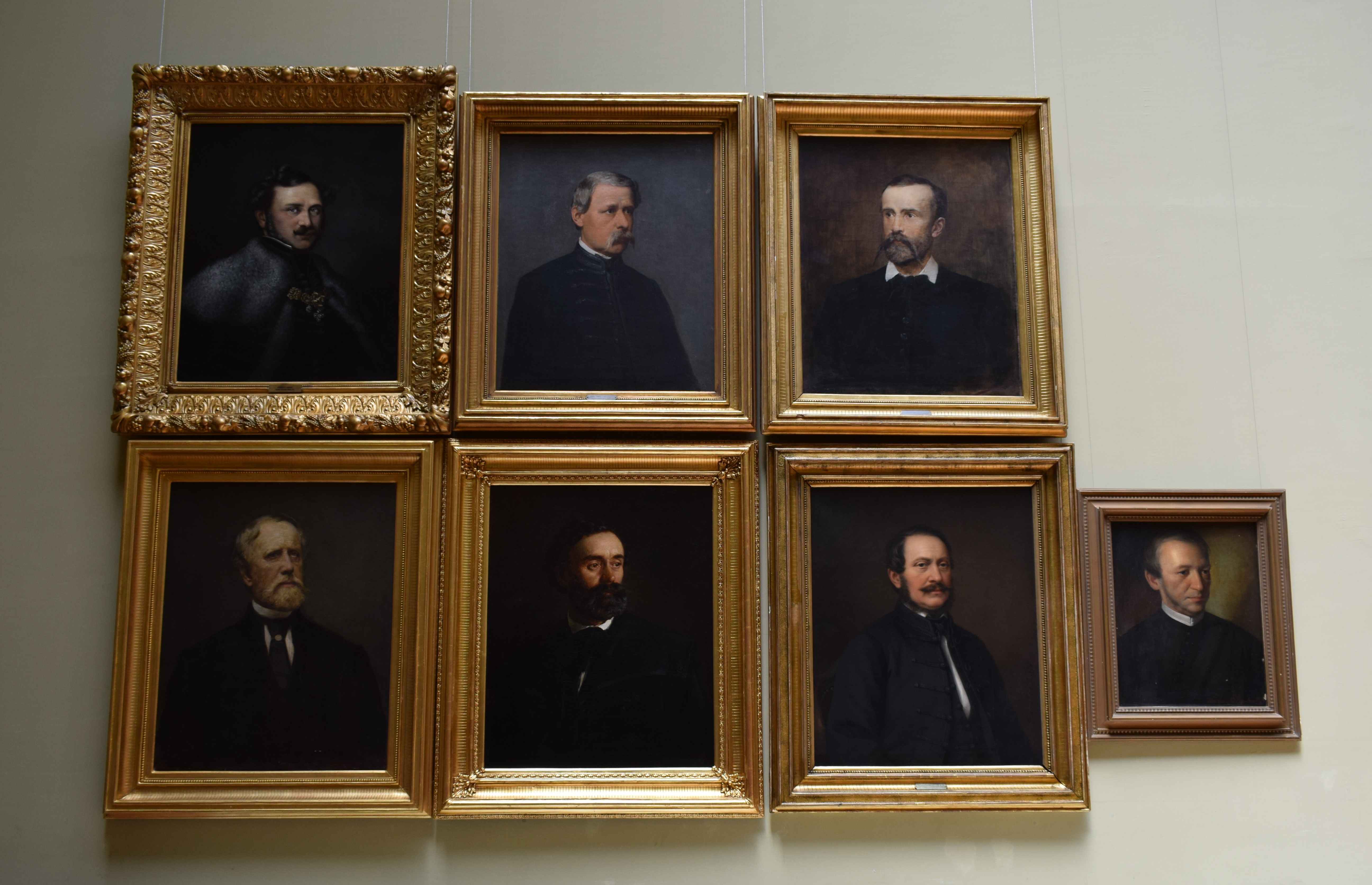
Galerie de portraits de la Société Kisfaludy. Peintures en haut à gauche : Baron Miklós Jósika (par Lajos Ábrányi, 1888), János Arany (par Bertalan Székely, 1884), Imre Madách (par Ignác Roskovics, 1889-90), Móric Lukács (par Bertalan Székely, 1882-83), Anasztáz Tomori (par Bertalan Székely, 1870-71), Zsigmond Kemény (par Miklós Barabás, 1877-78), Béla Tárkányi (par Mihály Kovács, 1851).

- József Bajza
- László Bártfay (hu)
- Gergely Czuczor
- Aurél Dessewffy (en)
- András Fáy
- Mihály Helmeczy (hu)
- György Joannovics (hu)
- Miklós Jósika[2]
- Pál Királyi (hu)
- Pál Kovács (hu)
- Ferenc Kölcsey
- József Szenvey
- Gusztáv Szontagh
- Ferenc Toldy
- Anasztáz Tomori (hu)
- Mihály Vörösmarty
- György Zádor